# Медресе Гозиен
Медресе Гозиён (Гозиён — «борцы за веру»), Гозиён калон («большой Газиён») — памятник архитектуры, медресе в Бухаре (Узбекистан). Построено  в XV—XVII веках. 

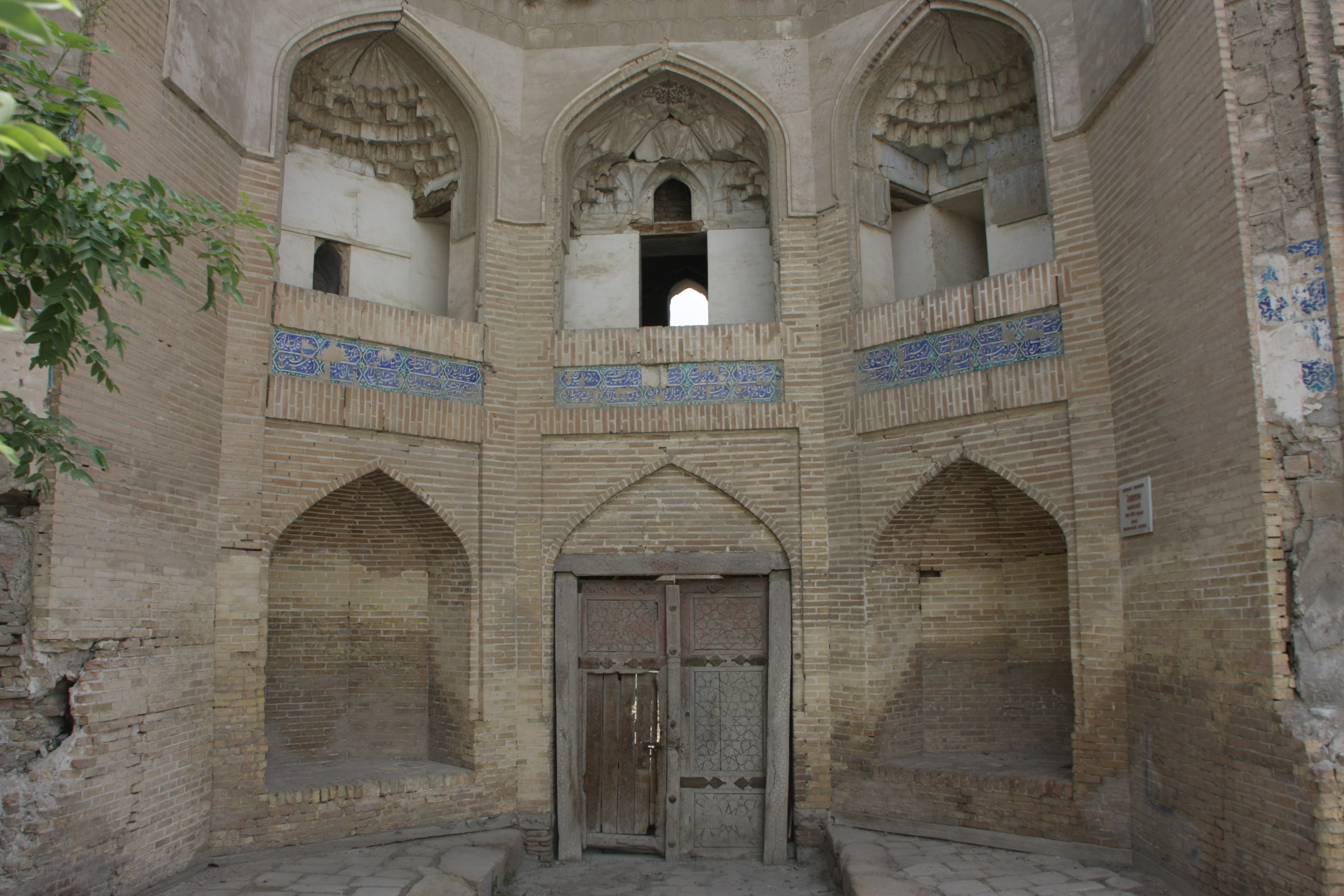

В XVIII—XIX веках функционировало как мусульманская школа, куда приезжали студенты из разных городов. 
Входит во Всемирное наследие ЮНЕСКО как часть исторического центра города Бухары.

## Местоположение в городе
Медресе Гозиен находится в центре города, в старинном квартале Бухары — Гозиен. Название происходит от находившейся в квартале почитаемой могилы имама Гози — борца за веру, одного из 44 бухарских мучеников. Расположено медресе на пересечении улиц Джуибор и Имом Газоли Вали. Рядом с медресе находятся архитектурный ансамбль Ходжа-Гаукушан и гостиница Hovli Poyon, размещённая в здании XIX века.
Помещение медресе использовались для проживания учеников, занятия проходили в медресе Мулло Мухаммад-Шариф в том же квартале, к последнему примыкало фахтверковое ("деревянное") медресе Чубин. Такая концентрация медресе объясняется тем, что квартал был одним из образовательных центров Бухары..

## Описание и современное состояние
Медресе, известное с XV века, входило в ансамбль двойного медресе вместе с медресе Гозиен хурд (малое Гозиен). Время появления ансамбля относят к 1535 году. Современное здание медресе Гозиен (1730-34 годы, см. ниже) является одноэтажным зданием, с высоким монументальным фасадом, построенным в стиле местного бухарского зодчества, и по сравнению с другими медресе Бухары оно небольшое. Передняя часть здания выполнена в форме арки , которая частично украшена орнаментом. Построено Устат Фатхаллахом на средства Мухаммада Шарифа.
Майоликовая надпись в нише портала представляет собой высокопарное стихотворное посвящение с традиционными метафорами в адрес «высочайшего, украшенного золотом» медресе, и восхвалением донатора — Мухаммада Шарифа и мастера — Устад Фатхаллаха, в котором указано, что здание завершено на четвертый год от начала строительства. В конце посвящения во фразе «Аз Мухаммад Шариф бе-ин нишан» («Это [добрый] знак от Мухаммад Шарифа») заключена хронограмма завершения строительства, при вычислении дающая 1146 год (1733—34 г.).
Само здание симметрично. Стены здания выстроены из кирпича, аркообразный передний фасад здания оштукатурен. Очень красиво оформлен потолок внешнего помещения медресе — оформление выполнено с использованием резного мрамора.